# The Hawk of Powder River
The Hawk of Powder River è un film del 1948 diretto da Ray Taylor.
È un western statunitense con Eddie Dean.

## Produzione
Il film, diretto da Ray Taylor su una sceneggiatura di George Smith, fu prodotto da Jerry Thomas per la Producers Releasing Corporation e girato nell'Iverson Ranch a Chatsworth, Los Angeles, California, dall'ottobre 1947.

## Distribuzione
Il film fu distribuito negli Stati Uniti dal 10 aprile 1948 al cinema dalla Eagle-Lion Films.

## Promozione
Le tagline sono:
- Terror of the WEST!
- Six-Gun Outlawry!
- EDDIE TAMES THE GIRL BANDIT OF POWDER RIVER!
- EDDIE CLIPS THE HAWK'S WINGS... Caging the Bandit Queen of Powder River Range!